# Adolph von Schönfeldt
Adolph von Schönfeldt (* 27. Juni 1809 in Pölsfeld, Amt Sangerhausen; † 3. Januar 1886 in Löbnitz, Provinz Sachsen) war ein deutscher Landrat, Rittergutsbesitzer und Abgeordneter.

## Leben
Er war der Sohn des Oberförsters Carl August von Schönfeldt (* 6. Juli 1769; † 14. April 1837) auf Löbnitz-Hofteil und dessen erster Ehefrau Luise Ernestine von Kykpusch († 22. August 1813). In zweiter Ehe lebte der Vater mit Agnes Freiin von Löen-Kappeln, in dritter Ehe mit Karoline von Gräfin von Bünau.
Adolph von Schönfeldt studierte an der Universität Leipzig. 1830 wurde er Mitglied des Corps Saxonia Leipzig. Er war Rittergutsbesitzer in Löbnitz (Hofteil) und Döbern. 1850–1855 saß Schönfeldt als Landrat a. D. und Abgeordneter des Wahlkreises Merseburg 3 im Preußischen Abgeordnetenhaus. Bis 1852 gehörte er keiner, dann der Fraktion von Arnim an.
Schönfeldt heiratete am 1. Juli 1843 in Plön Karoline Henriette Auguste von Heyden-Cartlow (* 30. Juli 1812; † 31. Juli 1878) Witwe des Rudolf von der Lancken. Das Paar hatte mehrere Kinder:
- Georg Ernst (* 30. September 1847; † 27. September 1895); nach seinem Tod erbten die beiden Schwestern das 562 ha Gut Löbnitz und das 204 ha Gut Döbern.
- Evamarie (* 10. Juli 1850)
- Luise Auguste (* 23. September 1853)